# Orden de Batalla de las Fuerzas de Defensa Territorial de la Región Autónoma Serbia de Eslavonia Occidental

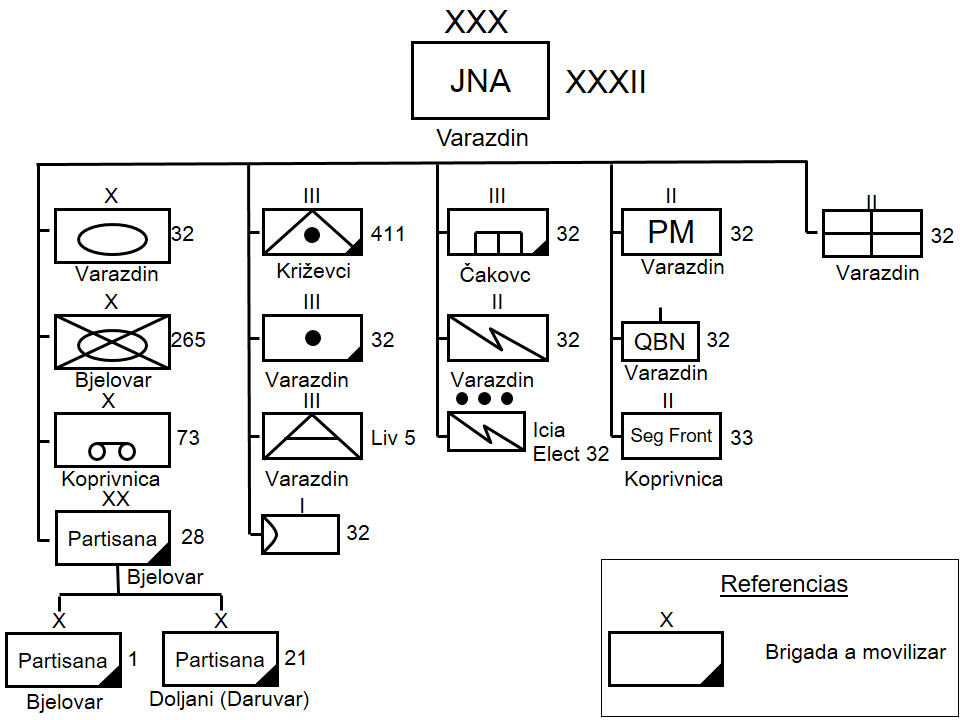
Ubicación de la División Partisana dentro del esquema de comando del 32. Cuerpo

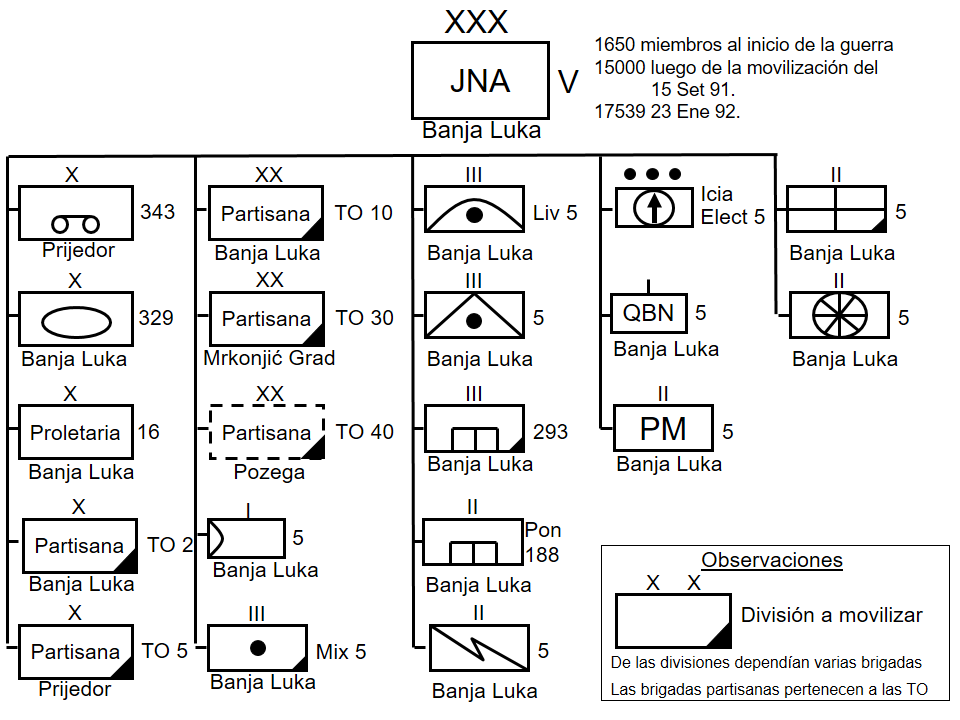
5.° Cuerpo del JNA. Organización y despliegue.

Las Fuerzas de Defensa Territorial de la Región Autónoma Serbia de Eslavonia Occidental eran la estructura con que los serbocroatas de esa zona se rebelaron contra las autoridades de Zagreb y se defendieron cuando estas ordenaron una serie de ofensivas para retomar el control. De magnitud equivalente a brigada, estaba integrada mayormente de reservistas. Tuvo vigencia durante el segundo semestre de 1991.
Sus remanentes, luego de una reestructuración, pasaron a conformar el '18.° Cuerpo de la SVK Eslavonia Occidental' en noviembre de 1992.

## Generalidades
Las fuerzas serbocroatas emplearon la doctrina Yugoslava referida a la Defensa Nacional Total o Integral. Esta, procedente de la experiencia en la Segunda Guerra Mundial, comprendía a las fuerzas de defensa local llamadas Defensa Territorial (Teritorijalna odbrana; TO). 
La organización era altamente descentralizada e independiente, habiendo desarrollado un sistema que permitía la continuidad de las operaciones en caso de que se interrumpiera la cadena de comando. Las unidades de la TO estaban organizadas y financiadas por los gobiernos de cada una de las repúblicas constituyentes. Sus dependencias eran de los municipios (Općina). La fracción prioritaria era la compañía. El personal estaba compuesto por reservistas previamente entrenados en el Ejército Popular Yugoslavo (Jugoslovenska narodna armija - JNA). Las armas eran guardadas en depósitos diseminados por todas las repúblicas yugoslavas con lugares de entrenamiento próximos a los lugares de residencia.
En lo que posteriormente sería la autoproclamada Región Autónoma Serbia de Eslavonia Occidental, la jurisdicción territorial militar era compartida entre el 32.° Cuerpo y el 5.° Cuerpo aunque con escasas instalaciones. 

### Historia

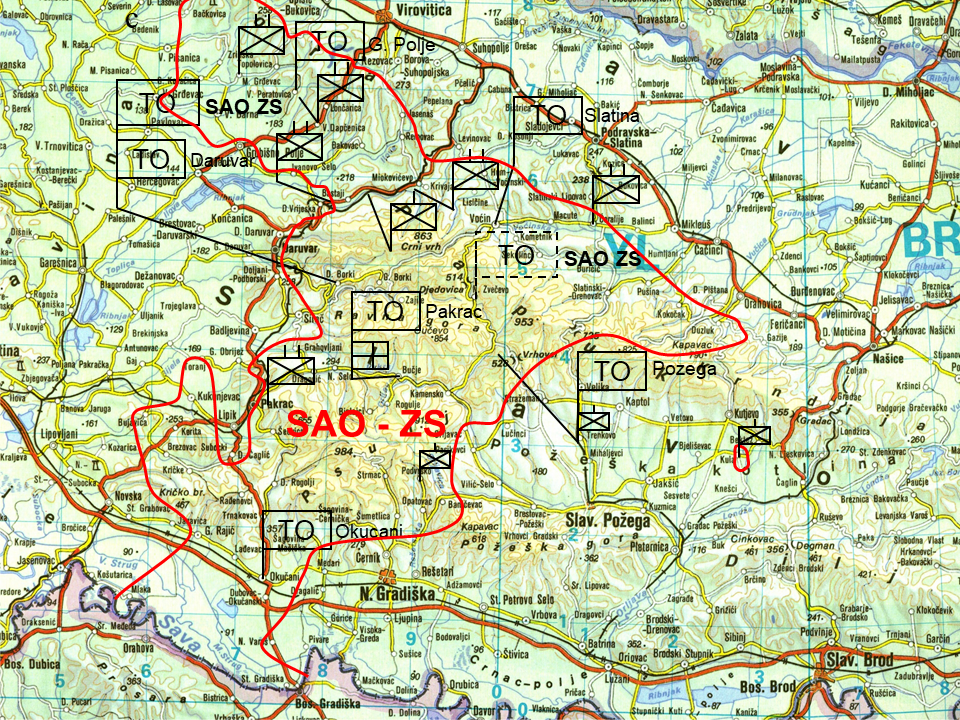
Región Autónoma Serbia de Eslavonia Occidental. Límites aproximados del sector bajo su dominio a inicios de septiembre de 1991.Ubicación de instalaciones de JNA en la zona.

A pesar de que Yugoslavia ordenó, el 14 de mayo de 1990, desmantelar las Fuerzas de Defensa Territorial (TO) y colocar su armamento bajo la custodia del JNA  para evitar que el material caiga en manos de grupos nacionalistas, su cumplimiento no fue uniforme en todo el país. En Pakrac, núcleo de la rebelión en Eslavonia Occidental, las armas no fueron incautadas siendo tomadas por los serbios durante los incidentes de marzo de 1991. Por otra parte, estos últimos estructuraron sus elementos militares sobre la base de las unidades de Defensa Territorial de los municipios donde eran mayoría, muchas veces heredando la estructura Yugoslava anterior a la guerra de 1991.
Durante 1990 y primera parte de 1991, la población serbia de Eslavonia Occidental fue armada por parte del JNA que les distribuyó material que se encontraba en los depósitos de movilización zonales. Uno de los lugares de mayor provisión fue Doljani, a las afueras de Daruvar: en el período comprendido entre el 3 de mayo y mediados de septiembre de 1991, entregó a los serbios entre 4 500 a 5 000 armas de infantería, lanzagranadas, lanzacohetes, cinco morteros de 120 mm y aproximadamente 1.300.000 municiones.
A principios de julio de 1991, el coronel JNA Nikola Marić, jefe del cuartel de Polom (Doljani), comenzó a organizar las milicias serbias. Martić, comandaba la 28.a División Partisana del 32.° Cuerpo de JNA Varaždin, del cual dependía el cuartel Poom. Las acciones de los serbios dentro de las unidades partisanas del JNA los vincularían con la tradición de los combates partisanos de la Segunda Guerra Mundial, en una postura contra el nuevo gobierno croata, que identificaron con los Ustashas. Con este fin, los serbios mencionaron que las fuerzas del Ministerio del Interior de la República de Croacia enfrentaban a los "combatientes de la 12.a Brigada de Ataque Eslava", brigada operativa en Eslavonia Occidental durante la Segunda Guerra Mundial.
La estructuración de los serbios dentro de la 28.a División Partisana del JNA y sus brigadas subordinadas no se concretó, sino que se organizaron como Defensa Territorial bajo el Comando del 5.° Cuerpo (Banja Luka) del JNA , del cual recibió "paga, comida, armas y municiones". El comandante de la 28.a División, continuó sus actividades en el Cuartel General de Defensa Territorial en Eslavonia Occidental como asesor.
Doljani no fue el único lugar de dónde los serbocroatas se surtieron de armamento. Las instalaciones de Slatina, Gakovo y otros depósitos también proveyeron armamento.

Luego de la proclamación de la SAO Eslavonia Occidental (SAO-ZS) el 12 de agosto de 1991, su nuevo gobierno emitió una decisión sobre el establecimiento de unidades TO y la constitución de un sistema único de fuerzas armadas de la Región Autónoma. Posteriormente, el 17 de octubre, la Asamblea Nacional de la SAO - ZS estableció que sus fuerzas se convertían en parte del sistema de las Fuerzas Armadas Unificadas Yugoslavas. Esto le daba respaldo legal para poder hacerse de los depósitos de armas que estaban diseminados en la zona.

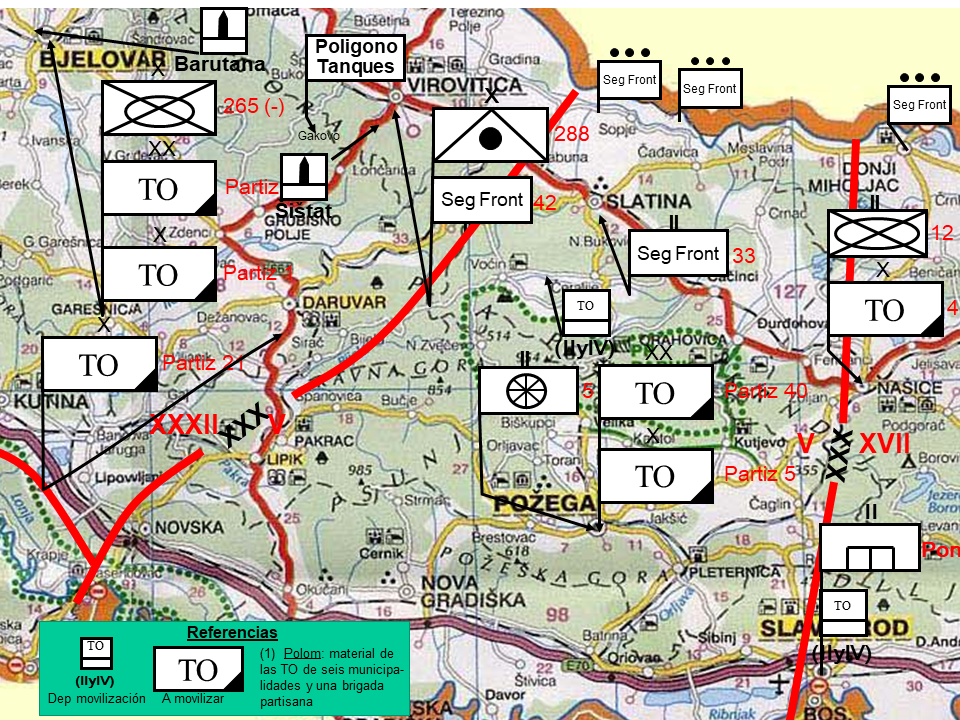
Despliegue del JNA en Eslavonia Occidental a mediados de 1991

Desde entonces, las unidades SAO Krajina estuvieron operativamente subordinadas a las unidades JNA, de las que recibían su apoyo logístico. Las unidades de la SAO Eslavonia Occidental, durante la segunda mitad de 1991, se incluyeron entre las unidades subordinadas del Vto Cuerpo del JNA cuyo puesto comando estaba en Banja Luka. La zona de responsabilidad de este comprendía Bosanska Krajina, el suroeste de Bosnia y parte de Eslavonia Occidental.
En Eslavonia Occidental, desde agosto a diciembre de 1991, las fuerzas militares de los serbocroatas se encontraban centralizadas bajo un mando único: Comando o Estado Mayor de las Fuerzas de la SAO - ZS (središnji Štab TO Zapadne Slavonije). Este estaba subordinado a las autoridades civiles de la SAO ZS. Estas tropas no serán parte del sistema de las TO SAO Krajina hasta la unificación en la Republika Srpska Krajina del 24 de diciembre de 1991.
Debido a la discrepancias en el empleo, fiabilidad y despliegue de las unidades de las TO, el Comando de 5.° Cuerpo del JNA ordenó el 31 de octubre que aquellas existentes en la zona de responsabilidad de las brigadas del JNA les debían estar subordinadas, que las debían considerar como parte de sus unidades y que debían correr con su apoyo. Esta orden fue revisada el 25 de noviembre devolviendo las unidades y destacamentos a órdenes del Comando SAO-ZS.

## Organización
Dado que el sistema de defensa territorial se conformaba sobre la base de estructuras municipales, las tropas de la SAO ZS fueron una organización descentralizada de elementos de infantería ligera. Según su reorganización municipal, las aldeas de los municipios de Slavonska Požega, Nova Gradiška y Novska ingresaron al municipio de Pakrac. El municipio de Okučani incluía la parte oriental del municipio de Novska y la parte occidental del municipio de Nova Gradiška. Lugares de los municipios de Pakrac y Virovitica entraron en el municipio de Daruvar. El municipio de Grubišno Polje incluía varias aldeas en la parte oriental del municipio de Bjelovar y aldeas del municipio de Virovitica. El municipio de Podravska Slatina incluyó varias aldeas del municipio de Virovitica y varias aldeas del municipio de Donji Miholjac y el municipio de Orahovica.
Las zonas que se revelaron en agosto de 1991 no contaban con estructuras permanentes del JNA, sí con depósitos de movilización de las TO: Doljani (Polom Vojarne); Skendulici; Slatina; Pakrac (estación de policía), etc. Aunque existen menciones de los serbocroatas a organizaciones de las reservas del JNA como eran la División Partisana 28 o las Brigadas Partisanas 1 y 21, con estas denominaciones buscaban trazar un paralelo con la lucha en la Segunda Guerra Mundial contra los Ustacha.

## Dispositivo
Las TO tuvieron su máximo despliegue desde el río Sava hasta proximidades de Virovitica, la región de Papuk y Bilogora. Ello comprendía las municipalidades de Slatina, Grubišno Polje, Daruvar, Pakrac, Pozega, parte de Novska y parte de Nova Gradiska.

## Efectivos
De acuerdo a los datos disponibles de inicio de septiembre de 1991, 7.800 milicianos estaban armados en Eslavonia occidental. En octubre de 1991, las TO - SAO ZS disponían (sin contar Okučani y Novska) de unos 7.000 combatientes distribuidos en 10 batallones (42 compañías) y un destacamento independiente.

## Comando
Inicialmente, el Puesto Comando de las TO - SAO ZS se ubicó en la villa de Donji Borki, en proximidades de Daruvar. A fines de octubre, se trasladó al complejo hotelero Rade Končar en Novo Zvečevo (Papuk), junto al gobierno de la SAO. Zvečevo fue ocupado a inicios de agosto por una columna de 18 vehículos militares con reservistas de Našice. El comando funcionó allí hasta el 14 de diciembre, cuando tropas croatas ocuparon el lugar.
Su primer comandante fue Veljko Vuković (entonces Presidente de la Asamblea Nacional de la SAO - ZS) y el jefe de Estado Mayor el Teniente Coronel Milan Lončar. A fin de octubre, Lončar pasó a ser el Comandante y el Jefe de Estado Mayor Nenad Vurdelja
El 26 de noviembre, el Estado Mayor Yugoslavo nombró al Coronel Jovan Trbojević como nuevo comandante de las TO de la región. Este, proveniente de Novi Sad, se había hecho cargo el 7 de noviembre. De esta manera, al designarse un Comandante de las TO Eslavonia Occidental y el establecimiento de su Comando, puso fin a la subordinación directa de las unidades TO en Eslavonia Occidental directamente al JNA. Desde entonces, todas las acciones debían ser coordinadas con el Vto Cuerpo debía ser realizado a través del Comando TO Eslavonia Occidental.

## Unidades dependientes
Bajo la dependencia del EM / SAO ZS se encontraban siete comandos municipales de las TO: Pakrac, Daruvar, Grubišno Polje, Podravska Slatina, Slavonski Požega, Okučani y Novska (se presupone que al 02 Set 91 estaba desbandado).  

### Teritorijalna obrana (TO) Pakrac
Su inicio de operaciones fue el 19 de agosto de 1991. Su puesto comando estaba en Bučje siendo entonces su jefe Ljubomir Banjeglava. En dicho lugar funcionaba un centro de detención.  
A comienzos de septiembre, se conformó un hospital militar en Bučje que operó hasta el 14 diciembre cuando es evacuado debido a la ofensiva croata a Benkovac (al norte de Okučani).
En octubre, el comando del TO Pakrac se encontraba en la aldea de Španovica (Novo Selo). Su jefe era Jovo Vezmar, antiguo jefe de la estación de policía de Pakrac. Contaba con 3 batallones (13 compañías) encuadrando 1740 combatientes. Para el 7 de diciembre, su efectivo había aumentado a 2.255.
El 27 de diciembre, ante un ataque de fuerzas superiores, el comando de las TO se repliegan a Okučani.

### Teritorijalna obrana (TO) Daruvar
Sus operaciones de combate se iniciaron el 18 de agosto de 1991 con ataques de una compañía en Daruvar al edificio TO Daruvar; la compañía "Veliki Klisa" cerrando la comunicación con Pčelić - Miokovićevo - Daruvar; la compañía "Miokovićevo" capturando miembros del HDZ y la compañía "Doljani" intentando cerrar el camino Daruvar-Pakrac.
Su jefe era Ksta Žarković con puesto comando en la villa de Donji Borki
En octubre disponía de 1600 integrantes, estructurados en 2 batallones (9 compañías) y una compañía independiente. Esta última se formó en octubre con 80 integrantes provenientes de los dos batallones fijando su puesto comando en Koreničani.
El segundo batallón cubría Noroeste de la municipalidad de Daruvar (Đulovac y aledaños) y la parte sur de la municipalidad de Virovitica. Su puesto comando estaba emplazado en Puklica. Luego de la pérdida de las aldeas de Virovitica el 2 de septiembre, el puesto comando fue transferido a Koreničani. En octubre, este último se encontraba en Bijela.

### Teritorijalna obrana (TO) Grubišno Polje
A inicios de julio se constituye el "Bilogorski odred Teritorijalne obrane Grubišnog Polja" con puesto comando en Velika Peratovica. Los serbios del área se identificaron bajo el nombre de Destacamento de Bilogora a mediados de agosto de 1991 y, por lo tanto, así se presentaron en negociaciones con las autoridades croatas del municipio de Grubišno Polje. Sin embargo, más tarde actuaron como la defensa territorial del municipio de Grubisno Polje.
Este TO estuvo operacional desde el 1 de agosto siendo su jefe Rudo Čakmak.  Inició los primeros combates el 17 de agosto, cortando la ruta Grubišno - Virovitica. Es derrotado con el inicio de la Operación Otkos - 10 a partir del 31 de octubre que se extiende a la primera semana de noviembre.
Tenía un batallón (Bilogorski odred: 4 compañías con 450 milicianos) y 300 efectivos en la localidad de Grubišno Polje.

### Teritorijalna obrana (TO) Podravska Slatina
La responsabilidad de la TO era el Este del dispositivo. Su puesto comando estaba en Voćin. Su armamento fue provisto por el cuartel del JNA de Nasice en junio de 1991. En octubre, bajo la jefatura de Borivoj Radosavljević, se encontraban 2136 milicianos. La distribución de los efectivos en alguno de los sectores era: Ćeralije unos 150; Macute y Smude, unos 80; Voćin, unos 200; Lisičine, Hum y Kuzma, 80/100; Slatinski Drenovac, 120 aproximadamente; Kokočak, 40/60.
Una parte estaba estructurada en un batallón / Destacamento Papuk (Papučki odred: cuatro compañías, 764 miembros) con puesto comando en Ćeralije y otras fracciones en patrullas o seguridad en las distintas villas.
Bajo su responsabilidad estaban las municipalidades de Podravska Slatina, Orahovica y Slatinski Drenovac y otras aldeas de los alrededores.  Los serbios de estas municipalidades tuvieron inconvenientes para estructurar un comando unificado.
Su comandante fue, hasta el 30 de septiembre, Boro Lukic. A partir de entonces y hasta el 15 de diciembre, Borivoj Radosavljević.

### Teritorijalna obrana (TO) Slavonska Požega
Al este del municipio de Pakrac era el área de responsabilidad del personal municipal de Slavonska Požega. Su jefe, Zdravko Miličević, en octubre disponía de dos compañías (180 soldados) en el área de Kamenska y Šnjegavića. Adicionalmente y aislados del resto de la zona dominada (sector Ciglenik, Poreč y Kula) estaban 370 soldados armados.
El 6 de diciembre de 1991, el TO tenía 503 miembros y su nuevo jefe era del capitán Željko Aleksić. Su puesto comando estaba en Leštat cerca de Kamenski Vučjak.

### Teritorijalna obrana (TO) Okučani
Esta organización fue la que primero ingresó en la lucha abierta en agosto de 1991, situación que luego se diseminó a lo largo de toda la región.
El 4 de noviembre de 1991, el Teniente General Nikola Uzelac, Comandante del  5.° Cuerpo impartió la orden sobre la “unificación de las unidades TO en el área de Okučani, Novska, Bijela Stijena y Nova Gradiška colocándolas a la orden del comando TO Okučani. Simultáneamente designó al Capitán de 1.ª Clase Radovan Narandžić como comando de esas fuerzas. El 25 de noviembre, se ratificó su dependencia del Comando de las TO - SAO ZS.
El 19 de diciembre, fue reportada una pobre actuación de esta TO en la defensa de Šagovina Mašićka y en un ataque en Kričke.

### Teritorijalna obrana (TO) Novska
Existe escasa información al respecto. Su puesto comando, a principios de septiembre, se encontraba en Rajić con un efectivo de 340 personas.
A partir del 4 de noviembre pasó a depender de las TO Okučani. El 26 de noviembre se encontraba activa en Paklenica como parte de la defensa en el lugar.

### Fuerzas procedentes de fuera del teatro
En Eslavonia Occidental operaron fuerzas militares procedentes de lugares ajenos a Croacia: fuerzas paramilitares y tropas regulares y reservas movilizadas del Ejército Popular Yugoslavo.
Dentro de los primeros se encontraban la agrupación Chetnik Beli Orlovi (Águilas Blancas) del Partido Radical Serbio de Vojislav Šešelj que operó en el área de Papuk (Voćin) desde fin de octubre de 1991. También se encontró presente en las acciones de defensa de Šagovina Mašićka en diciembre.
Las fracciones del JNA operaron entre Pakrac y el río Sava. Inicialmente, lo hicieron tropas de la guarnición de Bjelovar en Okučani. A partir de septiembre cruzan el río Sava procedentes de Banja Luka unidades de la 5.° Cuerpo: 329.° Brigada Blindada; Brigadas Partisanas 2, 5, 6, 11 y 122; 16.a Brigada Proletaria y Brigada Motorizada 343.

## Desactivación TO - SAO-ZS
Las zonas bajo el control de las TO SAO-ZS fueron progresivamente recuperadas por Croacia a través de una sucesión de ofensivas que se detuvieron con el Acuerdo de Sarajevo del 2 de enero de 1992 y vigente a partir de las 1800 del día siguiente. Estas operaciones dieron por finalizada la vida de la entidad política de los serbocroata en Eslavonia Occidental.
La primera de las operaciones fue Orkan-91 a partir del 29 de octubre y hasta el alto al fuego, sobre el sector de Posavina. Fue seguida por Otkos - 10, entre el 31 de octubre y 5 de noviembre, que implicó para Croacia la recuperación de la ruta Grubišno Polje – Virovitica, en las áreas comprendidas entre los montes Bilogora y Papuk. El 28 de noviembre, con el comienzo de la operación Papuk-91 se produjo un repliegue de las TO en todo el frente 
Aún el 7 de diciembre, las TO eran una fuerza respetable siendo los efectivos por municipales los que más abajo se detallan:
- Comando TO SAO-ZS: 568.
- Pakrac: 2.255.
- Slatina: 1.855.
- Daruvar: 1.737.
- Požega: 530
- Total: 6945

No se dispone de información de las TO de Okučani y Novska que se encontraban empeñadas fuertemente desde el inicio de la operación croata Orkan-91. Las TO de Grubisno Polje fueron desbandadas como consecuencia del ataque croata.  
A pesar de que las tres operaciones arriba enunciados implicaron un repliegue de las TO en todo el frente (municipalidades de Daruvar, Slatina, Orahovica, Požega y parte de Pakrac), incluyendo la ciudad de Lipik, no consiguieron recuperar la totalidad de la zona serbia. La SAO Eslavonia Occidental mantuvo el control de la ciudad de Okučani y sus alrededores, incluyendo una parte de la autopista Zagreb - Slavonski Brod pero a través de las tropas del JNA y no con las TO que habían perdido casi toda su capacidad de combate. Para el 12 de diciembre, las TO de Daruvar dejaron de existir al igual que el día 27 las de Pakrac. Esa fecha se puede señalar como la desarticulación de las TO SAO-ZS luego de cuatro meses de existencia.
Las ofensivas fueron acompañados por el desplazamiento de la mayor parte de la población serbia de Croacia de la zona capturada por el HV. El 14 de diciembre de 1991, el comando de las TO de la SAO - ZS abandonó Zvečevo.

## Evolución de la defensa militar

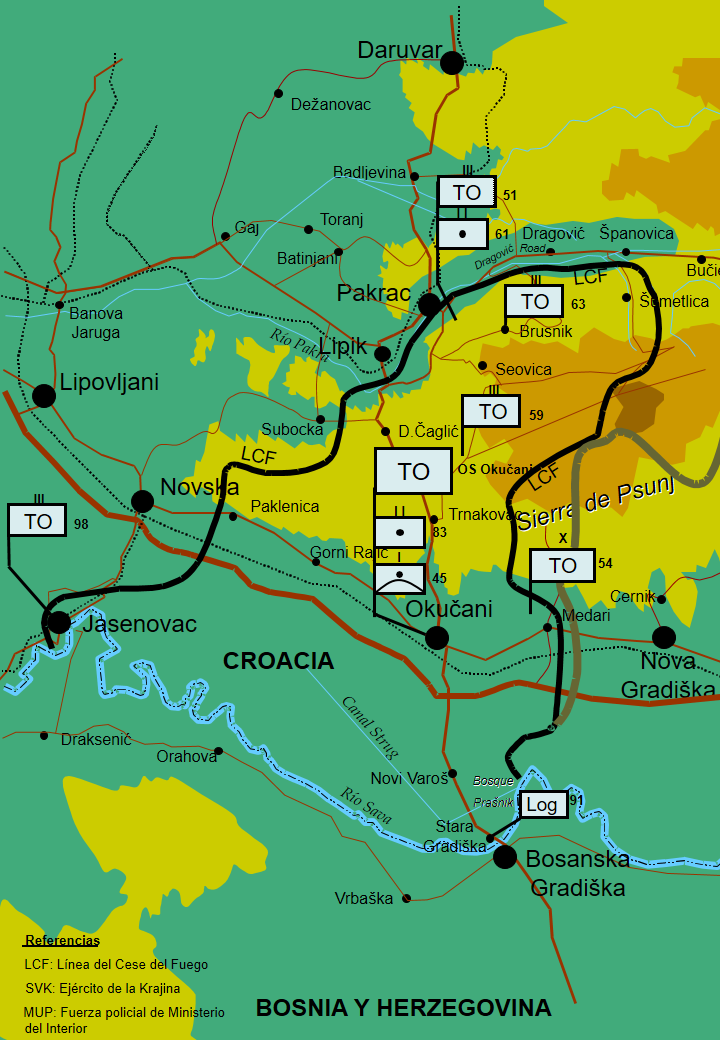
Despliegue de las TO luego de la reorganización de marzo de 1992.

El Plan Vance, implementado en el Acuerdo de Sarajevo del 2 de enero de 1991, implicaban el alto el fuego en Croacia, el paso a las negociaciones, la presencia de una fuerza de paz de las Naciones Unidas y la desmilitarización de los sectores en que hubo combates. Para el caso de Eslavonia Occidental, la desmilitarización debía ser en las municipalidades de Pakrac, Daruvar, Grubišno Polje, parte oeste de la de Novska y parte este de la municipalidad de Nova Gradiška.
El 27 de febrero de 1992, el Secretario Federal de la Defensa de Yugoslavia imparte la orden de reestructuración de las fuerzas militares de la Republika Srpska Krajina asignando sectores de responsabilidad a las unidades que combatieron entre agosto y diciembre y creando la cadena de comando.
El 11 de mayo, el Secretario Federal de la Defensa de Yugoslavia imparte las órdenes de retiro inmediato de tropas del JNA de Eslavonia dada la delicada situación que se vivía en Bosnia.
En octubre, los remanentes de las TO se reestructuran en el recientemente creado Cuerpo 18 de las Fuerzas Serbias de la Krajina (18 SKV Korpus). Este cuerpo se disolverá con el ataque croata de mayo de 1995 (Operación Bljesak).

## Enlaces relacionados
Región Autónoma Serbia de Eslavonia Occidental
18 Cuerpo del Srpska Vojska Krajina
Operación Bljesak
Orden de Batalla de las Fuerzas Serbias - Operación Bljesak
Combate del Cuartel Polom
Operación Otkos - 10